# Abbaye de Chatillon
L'abbaye de Chatillon est une ancienne abbaye du XIIe siècle, détruite fin XVIIIe siècle. Elle se situe dans la commune de Pillon, dans le département de la Meuse.
Albéron de Chiny, évêque de Verdun, lié d'amitié avec saint Bernard, voulut établir les religieux cisterciens en plusieurs endroits de son diocèse. Après avoir appelé à La Chalade des religieux de Trois-Fontaines, il s'adressa à Radulfe, abbé de Himmerod, au diocèse de Trêves, et en obtint des religieux, qui vinrent, en 1142, commencer la construction d'un monastère dans un lieu appelé le Chastelet ou Châtillon, sur la petite rivière de l'Othain près des villages de Sorbey et de Pillon (actuellement dans la Meuse).

## Histoire de l'abbaye
À la suite d'un essai de quelques années, ils trouvèrent insuffisant, pour y subsister du travail de leurs mains, le terrain qu'un seigneur voisin leur avait donné. L'évêque Albéron, par une charte de 1153, leur offrit d'autres lieux plus vastes dans la forêt de Mangiennes et confirma les donations faites par plusieurs seigneurs ; ils s’établirent en un endroit nommé Viberstap (ferme de Bois-les-Moines) dans un autre monastère, où ils entrèrent la veille de la Nativité de Notre-Dame en 1153. Le chapitre général de Citeaux donna la même année le titre d'abbaye à la nouvelle fondation, et Gilbert, l'un des moines, fut élu premier abbé. Après un séjour en ce lieu de neuf années, en 1162, les religieux, contraints d'abandonner Viberstap, à cause surtout de l'insalubrité des eaux, revinrent à leur premier établissement et se fixèrent définitivement à Châtillon où ils restèrent pendant plus de six siècles. La nouvelle abbaye et son église furent dès l'origine, selon l'usage des cisterciens, placées sous le patronage de Notre-Dame en sa Nativité.
Les religieux vénéraient dans leur église une ancienne statue en pierre de la Sainte Vierge, leur patronne ; ils attribuaient à sa protection de nombreuses faveurs, obtenues dans les calamités, en 1622, 1636, etc. On y venait en pèlerinage.

## Liste des abbés
- 1153-1167 : Gilbert
- 1167-1187 : Thibaud
- 1187-1190 : Dudon
- 1190-119? : Garnier
- 119?-1209 : Geoffroy
- 1209-1217 : Nicolas Ier
- 1217-1231 : Pierre Ier
- 1231-1238 : Jean Ier
- 1238-1243 : Pierre II
- 1243-1248 : Guy
- 1248-12?? : Jean II
- 12??-1258 : Louis Ier
- 1258-1270 : Jean III
- 1270-1286 : Pierre III
- 1286-1294 : Fournier
- 1294-1301 : Pierre IV
- 1301-1324 : Jean IV de Noeirs
- 1324-1333 : Jean V de Montmédy
- 1333-1340 : Jacques Ier d’Amis
- 1340-1344 : Eudes
- 1344-1350 : Thierry Ier
- 1350-1354 : Raoul
- 1354-1365 : Hugues Ier
- 1365-1375 : Thierry II
- 1375-1385 : Nicolas II d’Arency
- 1385-1408 : Jacques II
- 1408-1440 : Jean VI de Montfaucon
- 1440-1472 : Guillaume de Cultry
- 1464-1472 : Gérard Ier de Haitois
- 1472-1482 : Jean VII d’Arency
- 1482-1500 : Hugues II Theobaldi
- 1500-1511 : Habillon
- 1511-1525 : Léon de Chapis
- 1525-1542 : Alexandre Tourel
- 1542-1567 : Gérard II Tourel
- 1567-1576 : Mongin Henrion
- 1576-1598 : Jean VIII Collet
- 1698-1627 : Octave Arnolfini
- 1627-1656 : Joseph Arnolfini
- 1656-1688 : Jacques III Minguet
- 1688-1693 : Claude Le Maître
- 1693-1717 : Jean IX Chapier
- 1717-1748 : Louis II Vielle de Montville
- 1748-1791 : François Boutteville

Source : Dictionnaire d'Histoire et de Géographie Ecclésiastique

## Architecture et description
Les bâtiments de l'abbaye comprenaient :
- Le quartier abbatial ou logis de l'abbé, situé en bas à l’entrée du monastère ;
- Près de là, le logement du portier ;
  - Le couvent et les cloîtres très anciens,
  - salle du Chapitre,
  - plusieurs chambres et antichambres,
  - réfectoire, cuisine, etc.
- Au 1er étage, vaste salle, beau dortoir, au moins onze cellules pour religieux, et deux pour frères convers, etc.

Les novices habitaient une partie du couvent. Le logis des hôtes était grand et commode. À la basse-cour se trouvaient les habitations du fermier et des domestiques.
Outre les remises il y avait tonnellerie, brasserie, huilerie, etc. Enfin de vastes jardins entouraient le monastère.
Les armoiries de l'abbaye étaient : d’azur à une tour d’or ou d'argent maçonnée de sable.

## Filiation et possessions
Chatillon est fille de l'abbaye de Trois-Fontaines.  Les religieux de Châtillon possédaient : 
- plusieurs maisons et plusieurs fermes à Pillon ;
- une forge à Longuyon ;
- des moulins à Allondrelle-la-Malmaison, Arrancy, Huaut, Moraigne, Nouillonpont, Sorel ;
- une tuilerie et une ferme au Haut-Fourneau ;
- des fermes et terres sur les finages de Dommary, Dampicourt, la Haute-Voile, Houdelaucourt, Lopigneux, Petit-Xivry, Réchicourt, Solry, Sorbey, Sorel, Avillers, Duzey, Gouraincourt, Handeville, Rampont, Saint-Laurent, Saint-Pierrevillers, Grand-Failly, etc.
- des bois à Châtillon, à Sorbey, etc.

Elle avait droit à des portions de dîmes sur les terrages de Beuveille, Billy, Dampicourt, Montquintin, Houdelaucourt, Petit-Xivry, Sorbey, Villers-la-Montagne, Torgny, Dommary, Duzey, etc.

## À partir duXVIIIesiècle
A la Révolution française, le 30 janvier 1791, on vendit le mobilier de l'abbaye et le bétail des écuries. Le 4 mai suivant, l'abbaye, avec aisances et dépendances, fut adjugée à Nicolas Liégeois, de Pierrepont, pour 45 900 livres payables en assignats. On vendit également toutes les autres maisons, fermes et propriétés des religieux. L'acquéreur fit démolir l’église abbatiale en 1792. De tout le monastère, il ne reste plus aujourd'hui que les bâtiments du fermier.